# Maugli

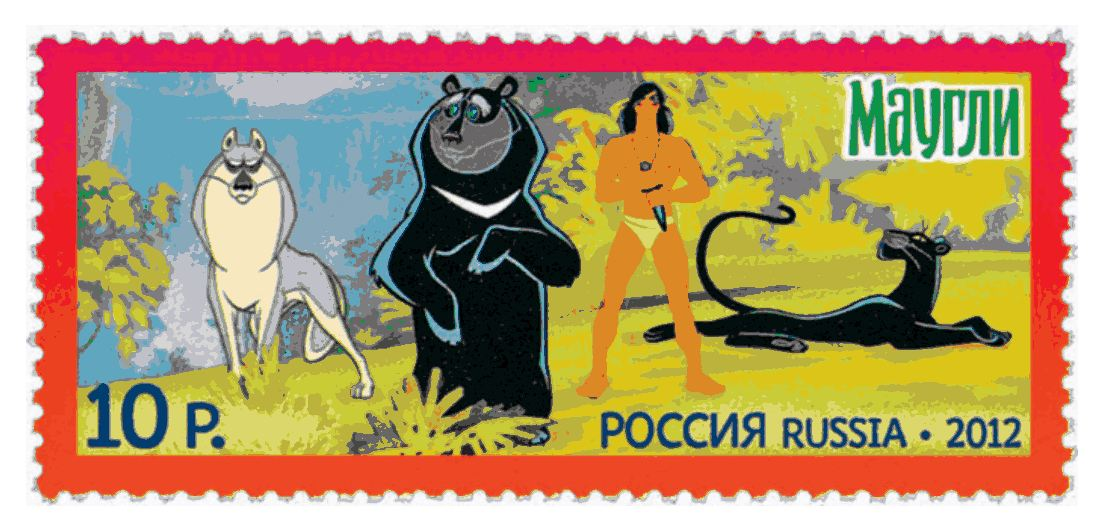
Maugli – rosyjski znaczek pocztowy

Maugli / Księga dżungli (ros. Маугли) – radziecki film animowany z 1973 roku w reżyserii Romana Dawydowa powstały na podstawie utworu Rudyarda Kiplinga Księga dżungli oraz scenariusza Leonida Biełokurowa. Film pełnometrażowy zmontowany w 1973 roku z krótkometrażowych filmów z serii Maugli:  Raksza (Ракша), Porwanie (Похищение), Ostatnie polowanie Akeli (Последняя охота Акелы), Bitwa (Битва), Powrót do ludzi (Возвращение к людям), które powstały w latach 1967-1971.

## Obsada (głosy)
- Marija Winogradowa jako Maugli
- Stiepan Bubnow jako Baloo
- Ludmiła Kasatkina jako Bagheera
- Władimir Uszakow jako Kaa
- Anatolij Papanow jako Shere Khan
- Siergiej Martinson jako Tabaqui
- Lusiena Owczinnikowa jako Matka Wilczyca (Raksha)
- Aleksandr Nazarow jako Ojciec Wilk
- Kłara Rumianowa jako Hathi
- Jurij Puzyriow jako Wilk Akela

## Animatorzy
Fiodor Jeldinow, Siergiej Diożkin, Aleksandr Dawydow, Wiktor Lichaczew, Witalij Bobrow, Władimir Zarubin, Oleg Komarow, Oleg Safronow, Nikołaj Fiodorow

## Filmy z serii
- 1967: Maugli. Raksza (Маугли. Ракша)[6]
- 1968: Maugli. Porwanie (Маугли. Похищение)[7]
- 1969: Maugli. Ostatnie polowanie Akeli (Маугли. Последняя охота Акелы)[8]
- 1970: Maugli. Bitwa (Маугли. Битва)[9]
- 1971: Maugli. Powrót do ludzi (Маугли. Возвращение к людям)[10]